# Empower Field at Mile High
L’Empower Field at Mile High (precedentemente conosciuto come Invesco Field at Mile High, Sports Authority Field at Mile High e Broncos Stadium at Mile High ma chiamato dalla gente semplicemente Mile High) è uno stadio situato a Denver, Colorado. È costruito sul terreno del vecchio Mile High Stadium, così chiamato perché la capitale dello Stato si trova esattamente a un miglio s.l.m. Attualmente ospita le partite casalinghe dei Denver Broncos della NFL.  In passato ospitava anche i Colorado Rapids della Major League Soccer e i Denver Outlaws della Major League Lacrosse.

## Storia

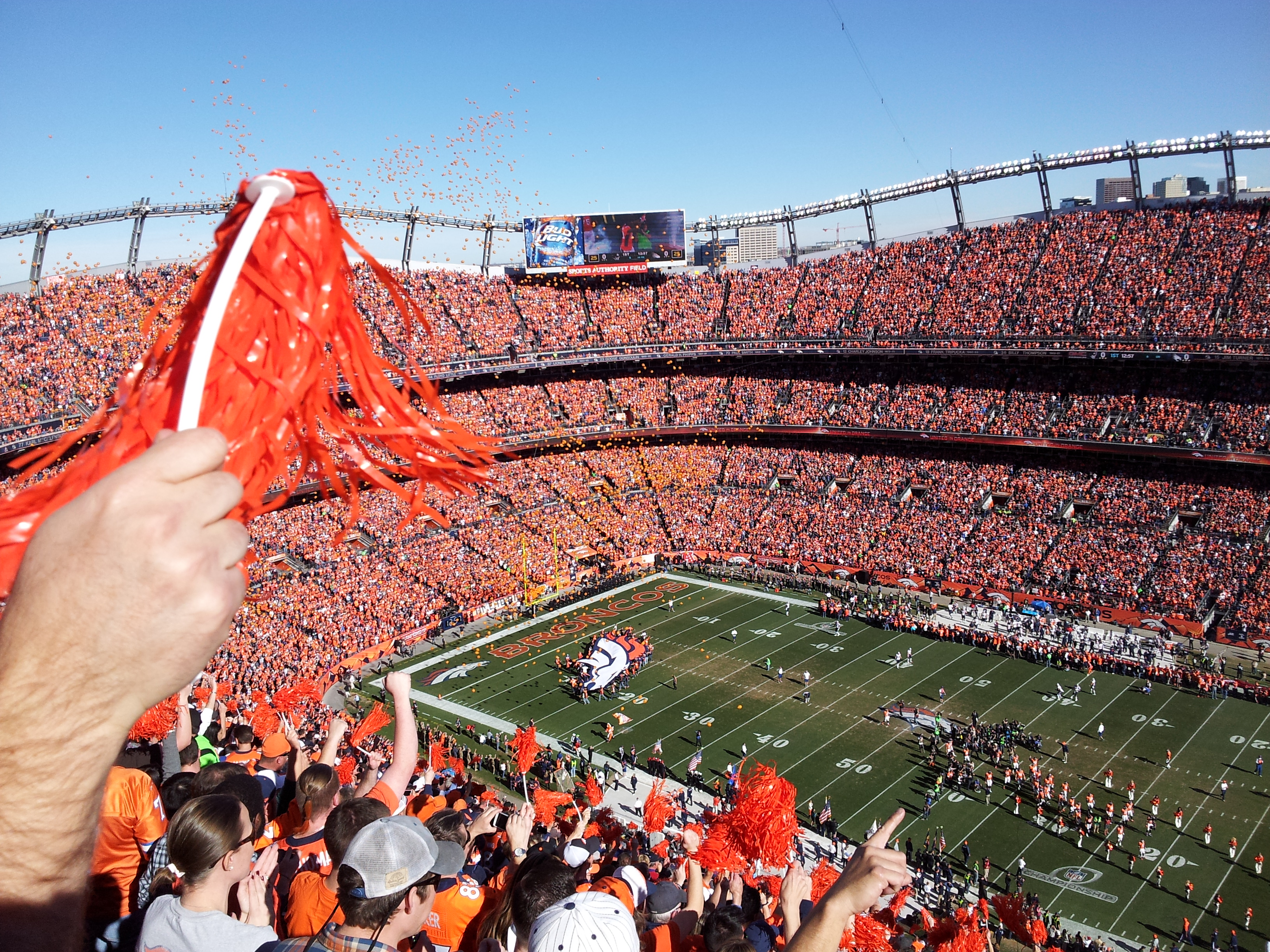
Visuale interna dello stadio durante l'AFC Championship game del 2013

Il primo concerto tenuto allo stadio dopo la sua inaugurazione fu un concerto del gruppo rock Eagles.
Il 10 settembre 2001, giorno dell'inaugurazione, fu giocata la prima partita di football, nella quale i Broncos sconfissero i New York Giants per 31-20.

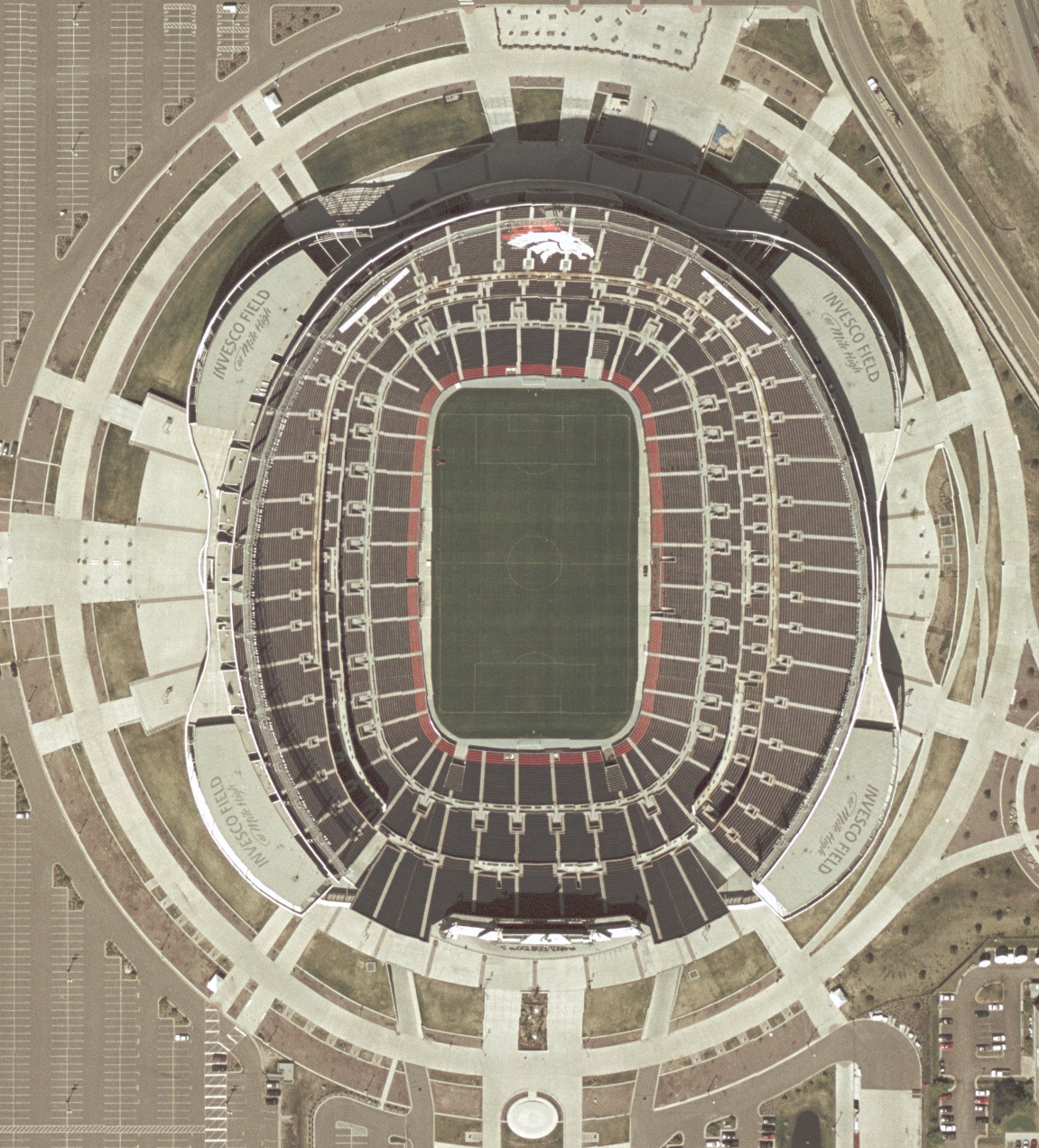
Visuale satellitare dello stadio

Lo stadio ha fatto registrare il "Sold Out" ad ogni incontro casalingo dei Denver Broncos fin dalla sua inaugurazione, un record che dura ancora oggi.
Il 2 luglio 2005 si è svolto qui il Major League Lacrosse All-Star Game.
Il 29 ottobre 2007 è stato fatto registrare il record di spettatori per una partita di football, con 77.160 persone che assistettero alla sconfitta contro i Green Bay Packers per 19-13 in un Monday Night Football.
Insieme al Pepsi Center ha ospitato la Convention Nazionale del Partito Democratico americano nel 2008.

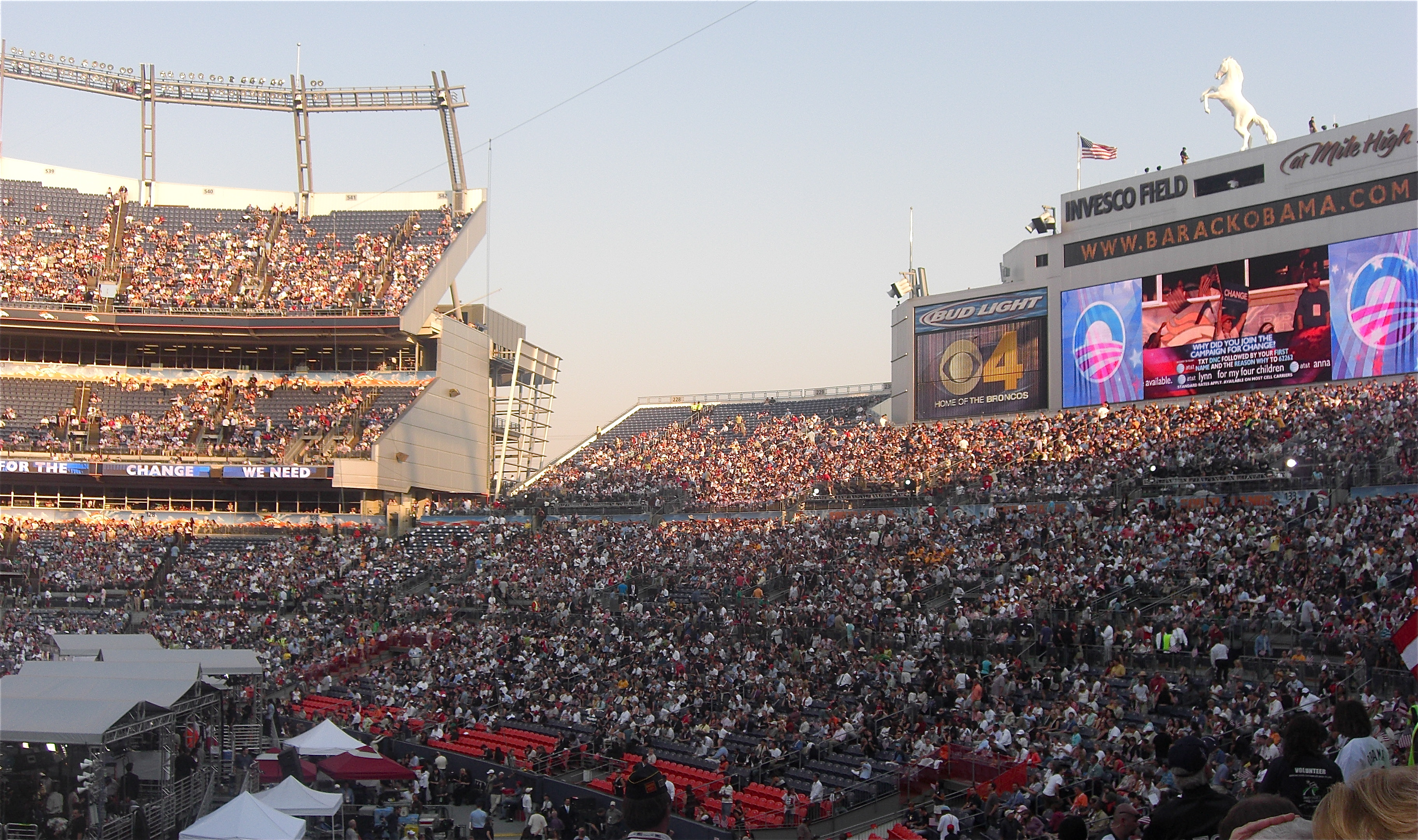
Interno dello stadio durante la Convention Democratica

Il 19 agosto 2023 lo stadio ha fatto registrare la maggior affluenza per un evento non legato al football, con 85.233 spettatori presenti al concerto del cantante Ed Sheeran. 

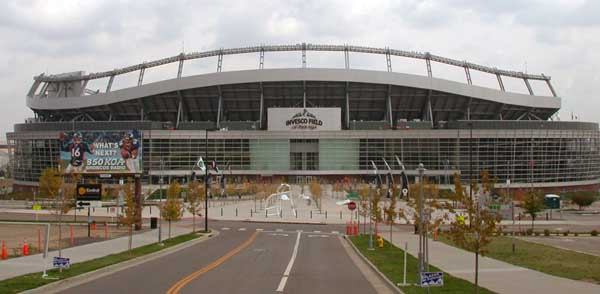
Entrata dello stadio quando era conosciuto come Invesco Field at Mile High

## Curiosità
La fontana monumentale che è presente all'ingresso dello stadio, detta "La Galoppata dei Broncos", un gruppo scultoreo composto da sette cavalli in bronzo, è opera dell'artista italiano Sergio Benvenuti ed è stata fusa a Firenze dalla Fonderia Artistica Ferdinando Marinelli. La fontana è stata inaugurata l'8 agosto 2001.